# Cargo, Australien
Cargo är en ort i Australien. Den ligger i kommunen Cabonne och delstaten New South Wales, i den sydöstra delen av landet, omkring 230 kilometer väster om delstatshuvudstaden Sydney. Antalet invånare är 692.
Runt Cargo är det mycket glesbefolkat, med 2 invånare per kvadratkilometer.. Cargo är det största samhället i trakten.
Trakten runt Cargo består till största delen av jordbruksmark. Genomsnittlig årsnederbörd är 773 millimeter. Den regnigaste månaden är februari, med i genomsnitt 149 mm nederbörd, och den torraste är november, med 27 mm nederbörd.